# Chapparadahalli, Devanahalli
Chapparadahalli là một làng thuộc tehsil Devanahalli, huyện Bangalore Rural, bang Karnataka, Ấn Độ.